# Al-Irakijja
Al-Irakijja (arab. العراقية) – miejscowość w Egipcie, w muhafazie Al-Minufijja. W 2006 roku liczyła 12 983 mieszkańców.